# Ликомед (теократ Команы Понтийской)
Ликомед (др.-греч. Λῠκομήδης) — теократ Команы Понтийской в 37 — 31/30 годах до н. э.

## Биография
Ликомед, по свидетельству Гая Юлия Цезаря, являлся «знатнейшим вифинцем из каппадокийского царского рода». Основываясь на этих словах и на сходстве имени Ликомеда с тронным именем правителей Вифинии, французский исследователь Т. Рейнах высказал гипотезу, что он был сыном вифинского царя Никомеда IV и Нисы, дочери властителя Каппадокии Ариарата IV. О. Л. Габелко, согласившись с предположением, что матерью могла быть Ниса, подчеркнул, что отцом Ликомеда был кто-то из представителей вифинской знати, но не сам царь.
В 47 году до н. э. Цезарь сделал Ликомеда верховным жрецом «древнейшего и самого священного во всей Каппадокии» храма Беллоны — в Комане Понтийской. Его предшественником, по Аппиану, был смещённый тем же Цезарем Архелай, сын Архелая, назначенного Помпеем. Как отметил С. Ю. Сапрыкин, очевидно, римский военачальник «опасался „митридатизма“» — в связи с недавним вторжением в Понт сына Митридата VI Евпатора Фарнака II. По замечанию Н. В. Чекановой, Цезарь, бесспорно, исходил из своих полномочий верховного понтифика, при этом действуя и как предусмотрительный политик, так как Ликомед, обязанный ему своим назначением, будет лично преданным. Согласно Страбону, Ликомед получил дополнительные 120 стадий земли, что значительно увеличило владения храма. Вскоре римляне признали Ликомеда царём. По замечанию Сапрыкина, таким образом Рим продемонстрировал покровительство местным обычаям, так как по традиции верховные жрецы были царского происхождения.
По свидетельству Страбона, в изложении современных историков, Ликомед вместе с понтийским царём Полемоном I осаждал укрепление в горах, в котором укрывался предводитель повстанцев Арсак, сын Фарнака II. После взятия крепости Арсак был схвачен и убит. По предположению Сапрыкина, эти события могли произойти в 37/36 году до н. э.
Ликомед был сторонником Марка Антония, который также расширил владения Ликомеда. После произошедшей в 31 году до н. э. битвы при Акциуме, окончившейся поражением Антония, Октавиан Август сверг Ликомеда. Преемником Ликомеда стал Медей.
Ликомед был женат на дочери Митридата VI Орсабарис. Этот союз, по замечанию Габелко, был заключен или вскоре после смерти Никомеда IV, либо после 63 года до н. э., когда Орсабарис вернулась из Рима в Малую Азию. В браке, по всей видимости, родилась Ородалтис, которая впоследствии правила Прусиадой Приморской.